# Madison-Piercing
Ein Madison-Piercing ist ein meist waagerecht gestochenes Piercing durch die Drosselgrube.

## Heilung und Pflege
Da es sich um ein Oberflächenpiercing handelt, ist die Gefahr, dass das Piercing auf Grund hoher Spannung nach außen wandert oder komplett herauswächst, besonders hoch.
Der Heilungsprozess kann, auch bedingt durch den langen Stichkanal, sehr lange Zeit beanspruchen (mindestens drei Monate) und eine komplette Abheilung eines Madison-Piercings kann nicht garantiert werden. Während einer dreijährigen Studie der Association of Professional Piercers musste das Piercing bei neun von zwölf Trägern während des ersten Jahres entfernt werden, da es vom Körper abgewiesen wurde. Die verbliebenen drei Madison-Piercings waren nach diesem Zeitraum noch immer nicht verheilt und nur eine der Testpersonen konnte ihr Piercing dauerhaft behalten.
Bei langsam verheilenden, wandernden oder abgewiesenen Piercings ist das Risiko der Narbenbildung besonders hoch. Gerade während der Heilungsphase sollte darauf geachtet werden, Halsschmuck und reibende Kleidung zu vermeiden. Des Weiteren ist eine penible Hygiene vonnöten (mindestens 2-mal täglich desinfizieren, nur mit sauberen, am besten ebenfalls desinfizierten, Händen anfassen).

## Schmuck
Für ein ordnungsgemäß gestochenes Madison-Piercing sollte ein spezieller Surface Bar eingesetzt werden. Oft kommt jedoch auch ein Barbell zum Einsatz. Als vorteilhaft hat sich der Ersteinsatz von PTFE-Stäben erwiesen, da der Stab flexibel ist. Daher kann er in eine leicht gekrümmte Form gebracht werden und so die für das Herauswachsen mitverantwortliche Spannung minimiert werden.
Häufig verwendet wird auch gerade beim Ersteinsatz ein Ball Closure Ring, wobei das Piercing jedoch besonders gefährdet ist herauszuwachsen.

## Geschichte und Kultur
Wie die meisten Oberflächenpiercings ist auch das Madison eine recht neue Piercingvariante ohne geschichtlich-kulturellen Hintergrund und wurde wie die meisten neu entstandenen Piercings nach dem ersten öffentlich bekannten Träger, in diesem Fall nach dem (weiblichen) Pornostar Madison Stone, benannt.